# گلوله برفی (کنش جنسی)

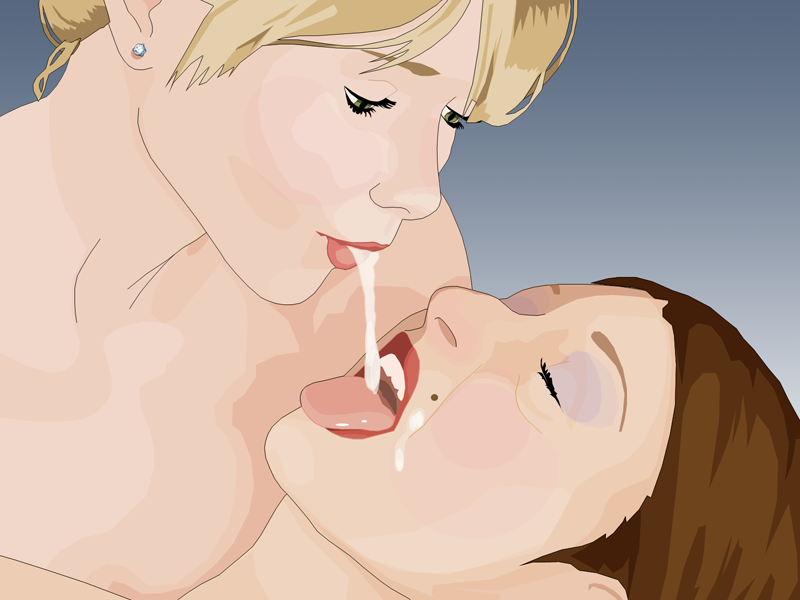
گلوله برفی

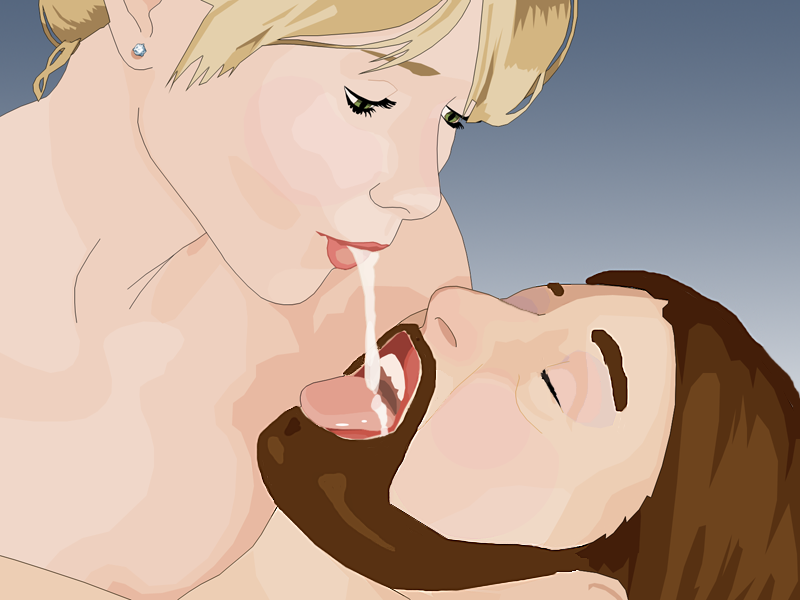
گلوله برفی

گلوله برفی (به انگلیسی: snow balling) عملی جنسی در بین انسان‌هاست که در آن مرد یا زن منی شریک جنسی خود را به دهان خود می‌برد و آن را طی معمولاً یک بوسه به دهان شریک خود انتقال می‌دهد. این اصطلاح در اصل فقط توسط مردان همجنسگرا و دوجنس‌گرا استفاده می‌شد. محققانی که در سال ۲۰۰۴ بیش از ۱۲۰۰ مرد همجنسگرا یا دوجنسگرا را در رویدادهای جامعه دگرباشان جنسی نیویورک مورد بررسی قرار دادند، دریافتند که حدود ۲۰ درصد از آنان حداقل یک بار درگیر گلوله برفی بوده‌اند.
این عمل در بین دگرجنسگرایان معمولاً به این صورت است که مرد منی خود را به صورت زن می‌پاشد و زن آن را به دهان مرد برمی‌گرداند. در میان همجنسگرایان مرد، معمولاً فرد منی خود را با مرد دیگر با بوسه یا آب دهان به اشتراک می‌گذارد و معمولاً سپس آن را می‌بلعد. در میان دوجنسگرایان معمولاً چندین زن منی یک مرد یا چندین مرد را در بین خود به اشتراک می‌گذارند.